# Antoine Thomas Gianotti
Antoine Thomas Gianotti ou Antonin Gianotti, né le 28 septembre 1871 à Pavone Canavese (Italie) et mort le 3 décembre 1948 à Nice, est un entrepreneur et homme politique français. Il est enterré dans le cimetière du Château de la ville de Nice.

## Biographie
Italien d'origine, il est naturalisé français en 1895 et s'installe comme entrepreneur en travaux publics à Nice.
Il sort de sa participation au conflit de la Première Guerre mondiale avec la croix de guerre 1914-1918 avec le grade d'officier d'administration de 2e classe du Génie. Il a été  affecté à la manufacture d'armes de Tulle pendant une bonne partie du conflit.

## Activités industrielles
- Société nouvelle du canal du Verdon : administrateur en 1899
- Société française des acides carboniques
- Société des eaux minérales
- Société aixoise de chapellerie (administrateur délégué avant 1914)

Avant 1923, il remporte le marché de construction de la ligne de chemin de fer départemental du Cheylard aux Ollières. Mais aussi des lots de travaux sur la ligne d'Orange à Buis-les-Baronnies. Il réalise les ponts sur le canal de navigation d'Arles à Bouc ainsi que le tunnel de Lézat sur la ligne de Morez à Saint-Claude. On lui doit enfin la ligne de Miramas à l'Estaque et celle de Nice à Coni.
Sur d'autres domaines (ligne Maginot), l'entreprise Gianotti a réalisé en collaboration l'ouvrage de Bousse au début des années 1930.

## Activités politiques
Conseiller général du canton de Sospel de 1919 à 1931. Il est député des Alpes-Maritimes de 1928 à 1932, inscrit au groupe des Républicains de gauche. Il est sénateur des Alpes-Maritimes de 1933 à 1939, inscrit au groupe de l'Union démocratique et radicale. Il intervient surtout sur les sujets relatifs aux travaux publics.

## Distinctions
- Chevalier de la Légion d'honneur : nommé en 1917 à titre militaire
- Officier de la Légion d'honneur [1] : promu en 1923 sur proposition du ministère des Travaux publics.

## Sources
- « Antoine Thomas Gianotti », dans le Dictionnaire des parlementaires français (1889-1940), sous la direction de Jean Jolly, PUF, 1960 [détail de l’édition]
- Barjot Dominique. Les Italiens et le BTP français du début des années 1860 à la fin des années I960 : ouvriers et patrons, une contribution multiforme. In: Cahier des Annales de Normandie n°31, 2001. L'émigration–immigration italienne et les métiers du bâtiment en France et en Normandie : Actes de colloque de Caen (24-26 novembre 2000) pp. 69-80.